# Salmbach
Salmbach település Franciaországban, Bas-Rhin megyében. Lakosainak száma 589 fő (2022. január 1.). Salmbach Niederlauterbach, Oberlauterbach, Schleithal, Siegen és Wissembourg községekkel határos.

## Népesség
A település népessége az elmúlt években az alábbi módon változott:
| Lakosok száma | 564  | 575  | 591  | 578  | 579  | 584  | 586  | 587  | 589  |
|               | 2013 | 2015 | 2016 | 2017 | 2018 | 2019 | 2020 | 2021 | 2022 |